# Marreese Speights
Marreese Akeem Speights, né le 4 août 1987 à St. Petersburg en Floride, est un basketteur professionnel américain évoluant aux postes d'ailier fort et de pivot.

## Carrière universitaire
Lors de sa première saison universitaire avec l'équipe des Florida Gators (2006-2007), il contribue au titre NCAA, même si son temps de jeu est très limité par la présence des stars Al Horford et Joakim Noah.
La saison suivante (2007-2008), il profite du départ de ces deux joueurs en NBA pour devenir le pivot titulaire de l'équipe, réalisant des statistiques moyennes de 14,5 points, 8,1 rebonds et 1,4 contre par match.

## Carrière professionnelle

### 76ers de Philadelphie (2008-déc. 2011)
Lors de la draft 2008 de la NBA, il est retenu en 16e position par les 76ers de Philadelphie.
Le 14 novembre 2009, lors de la défaite des siens aux Bulls de Chicago, il se blesse dans le quatrième quart-temps et souffre d’une déchirure partielle d’un ligament du genou gauche. Il manque 14 matches et revient le 16 décembre contre les Cavaliers de Cleveland. Après son retour de blessure, son temps de jeu est limité à cause de l'apport d'Elton Brand.
Le 9 octobre 2011, il est annoncé à Paniónios en Grèce, en remplacement de Byron Mullens mais n'y signe finalement pas.
En décembre 2011, les Grizzlies de Memphis s'intéressent à Speights.

### Grizzlies de Memphis (jan. 2012-jan. 2013)
Le 4 janvier 2012, il fait partie d'un échange entre trois équipes : Speights est envoyé chez les Grizzlies de Memphis, pendant que Xavier Henry quitte le Tennessee pour les Hornets de La Nouvelle-Orléans,. Les 76ers de Philadelphie reçoivent dans cet échange un choix de draft 2012 de la part de Memphis, et un choix 2013 venant des Hornets.
Le 5 juillet 2012, il prolonge avec Memphis pour deux ans et 9 millions de dollars.

### Cavaliers de Cleveland (jan. 2013-2013)
Le 22 janvier 2013, il est échangé par les Grizzlies de Memphis aux Cavaliers de Cleveland, en compagnie de Wayne Ellington, Josh Selby et un premier tour de draft contre Jon Leuer. Après 5 matches à Cleveland, il a des stats de 15,4 points et 6,8 rebonds par match.
En juin 2013, il décide de devenir free agent en faisant une croix sur sa dernière année de contrat de 4,5 millions de dollars.

### Warriors de Golden State (2013-2016)
Le 9 juillet 2013, alors qu'il est free agent, il signe un contrat de trois ans avec les Warriors de Golden State.
En décembre 2013, il est averti pour flopping.
Le 10 février 2014, il bat son record de points en carrière lors de la victoire des siens 123 à 80 contre les 76ers de Philadelphie en marquant 32 points. Dans ce match, il prend 8 rebonds et contre 3 tirs.

### Clippers de Los Angeles (2016-2017)
Après avoir été champion en 2015 et finaliste en 2016 avec les Warriors, il s'engage avec les Clippers de Los Angeles pour le minimum sur une saison.

### Orlando Magic (2017-2018)
Après une saison avec les Clippers, Marrese Speights signe un contrat d'un an avec le Magic d'Orlando pour le minimum vétéran.

## Records
Les records personnels de Marreese Speights, officiellement recensés par la NBA sont les suivants
| Type de statistique        | Saison régulière | Saison régulière      | Saison régulière |
| Type de statistique        | Record           | Adversaire            | Date             |
| -------------------------- | ---------------- | --------------------- | ---------------- |
| Points                     | 32               | 76ers de Philadelphie | 10 février 2014  |
| Paniers marqués            | 12               | 2 fois                |                  |
| Paniers tentés             | 20               | 2 fois                |                  |
| Paniers à 3 points réussis | 1                | 14 fois               |                  |
| Paniers à 3 points tentés  | 2                | 7 fois                |                  |
| Lancers francs réussis     | 12               | Magic d'Orlando       | 8 février 2013   |
| Lancers francs tentés      | 12               | 2 fois                |                  |
| Rebonds offensifs          | 8                | 3 fois                |                  |
| Rebonds défensifs          | 12               | 2 fois                |                  |
| Rebonds totaux             | 18               | @ Nets du New Jersey  | 15 février 2012  |
| Passes décisives           | 5                | Lakers de Los Angeles | 13 mars 2012     |
| Interceptions              | 3                | Mavericks de Dallas   | 22 janvier 2010  |
| Contres                    | 4                | 3 fois                |                  |
| Balles perdues             | 12               | 2 fois                |                  |
| Minutes jouées             | 49               | Lakers de Los Angeles | 13 mars 2012     |

## Salaires
| Année       | Équipe    | Salaire      |
| ----------- | --------- | ------------ |
| 2008-2009   | 76ers     | 1 542 600 $  |
| 2009-2010   | 76ers     | 1 658 280 $  |
| 2010-2011   | 76ers     | 1 773 960 $  |
| 2011-2012*  | Grizzlies | 2 721 255 $  |
| 2012-2013   | Cavaliers | 4 200 000 $  |
| 2013-2014   | Warriors  | 3 500 000 $  |
| Total Gains |           | 15 396 095 $ |
| 2014-2015   | Warriors  | 3 657 500 $  |
| 2015-2016   | Warriors  | 3 815 000 $  |

Note : * En 2011, le salaire moyen d'un joueur évoluant en NBA est de 5 150 000 $.

## Anecdote
Fin août 2013, Marreese Speights s’investit dans un LinkedIn du basket.